# Ермеков, Алимхан Абеуович
Алимха́н Абе́уович Ерме́ков (каз. Әлімхан Әбеуұлы Ермеков; 25 июля 1891, Каркаралинский уезд, Семипалатинская область — 22 июня 1970, Караганда) — казахский общественный деятель, один из основателей партии «Алаш», первый казахский профессор-математик.

## Биография
Родился 25 мая 1891 года в Каркаралинском уезде Семипалатинской области (ныне — Актогайский район Карагандинской области) в семье со средним достатком. Происходит из подрода сары танас рода каракесек племени аргын.
Окончил трёхклассное Каркаралинское городское училище. В 1905—1912 годах учился в Семипалатинской мужской гимназии. После успешного окончания гимназии поступил в Томский технологический институт.
В 1917 году, будучи студентом пятого курса, оставил учёбу и отправился в Семипалатинск, где сблизился с Алиханом Букейхановым. Ермеков стал членом партии «Алаш», и на 2-м съезде этой партии 5—13 декабря 1917 года в Оренбурге он был избран в состав Народного совета Алашской автономии. Весной 1918 года принимал участие в переговорах по прямому телеграфу с В. И. Лениным и И. В. Сталиным по вопросу признания Алашской автономии. В 1920 году в качестве члена Киргизского ЦИК делегирован в Москву, где был на приеме у В. И. Ленина с докладом «О положении Киргизского края вообще, и по вопросу о границах, в особенности». Распространено мнение что по результатам этой дискуссии в состав Казахстана вошёл ряд территорий, среди которых северное побережье Каспийского моря, Акмолинская и Семипалатинская области.
Однако сам Ермеков писал в своих мемуарах, что «в Оренбурге о присоединении двух областей — Семипалатинской и Акмолинской ведению Кирвоенревкома обсуждался на его заседании с участием всех членов. При обсуждении был поднят вопрос об учреждении и границах будущей автономной республики с включением в её состав всех областей Киргизского края». То есть, вопрос о включении Семипалатинской и Акмолинской областей решался не в Москве, а в Оренбурге на заседании Кирвоенревкома. Ермеков физически не мог отстаивать территории, которые планировали включить в состав КирАССР (КазАССР) на основании принципа большевиков о самоопределении нации и решения высшего органа государственной власти будущей Казахской республики: Кирвоенревкома.
Ермеков был командирован в Москву с мандатом № 2043 от 18 мая 1920 года с целью выступить с докладом на тему: «О положении Киргизского края вообще, по вопросу о границе в особенности». Приступая к изложению своего доклада, Ермеков подчеркнул личные качества Ленина и особо выделял заботу и внимание вождя Октябрьской Революции к малым народам, которые заслуживали собственные автономные образования. В своём докладе он уделил особое внимание вопросу о земельном устройстве в Казахском крае, отмечая, что лучшие земельные участники у казахов изымались в пользу переселенцев из России, а также в пользу скотопромышленников и владельцев монастырей.
Далее в своих воспоминаниях Ермеков продолжал:
"На заседании комиссии при определении границ нашей республики я внёс предложение о включении так называемой одноверстной полосы к северу от Каспийского моря, о которой мы говорили выше, в границы нашей республики, изъяв её из подчинения Астраханской губернии. Это моё предложение вызвало на совещании резкое возражение. Многие руководители, в том числе Лежава, Брюханов, председатель Астраханского губисполкома (фамилию которого я не помню) выступали против, мотивируя главным образом тем, что за счёт рыб Каспия питается население Москвы, страна испытывает острые продовольственные затруднения. Владимир Ильич обратился ко мне с ободряющим жестом и со словами: «Наши экономисты высказались. Подробно и решительно, не смущаясь, совершенно свободно высказывайте свою точку зрения, теперь слово принадлежит Вам». Далее, Ленин поставил данный вопрос на голосование и первым отдал свой голос за включение одноверстной полосы к северу от Каспийского моря, о которой мы говорили выше, в границы Казахской республики, изъяв её из подчинения Астраханской губернии.
Фактически, Ермеков сделал предложение об изъятии северной береговой полосы Каспия, шириной в 1,06 километра, принадлежавшей Астраханской губернии, но речи и не шло о возвращении таких территорий как Коростылевская степь, Семипалатинская, Акмолинская области, а также западных территорий в целом.
Также из воспоминаний Алимхана Ермекова следует, что он, один из активных деятелей движения «Алаш», стал убеждённым коммунистом и верой и правдой служил социалистическому строительству в Казахстане:

«Мое отношение к советской власти принципиально определилось еще в 1920 г. на основе вставшей передо мной в то время дилеммы: или стоять за капитализм, стало быть, поддерживать господство империализма, с неизбежным тогда сохранением колоний и полуколоний, угнетением отсталых народов, или защищать социализм, уничтожающий в корне и рабство колониальных и полуколониальных отсталых народов. На опыте колчаковщины я убедился, что организующими, определяющими результат борьбы, в конечном счете, силами революции являются или пролетариат, или буржуазия, и отсюда неизбежны или диктатура пролетариата, или диктатура буржуазии. Этим предрешалось мое сочувствие и переход на сторону советской власти».

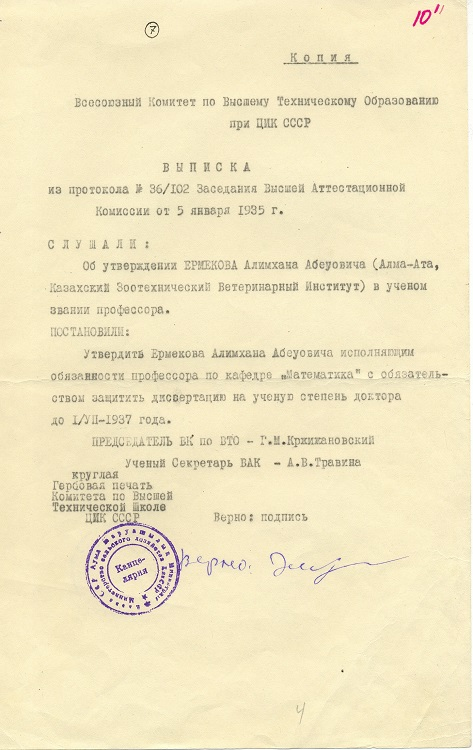
Выписка из протокола Атестационной комиссии «Об утверждении А.Ермекова в звании профессора»

В 1921 году основал в Каркаралинске двухступенчатую школу и педагогический техникум. Был директором и преподавателем математики в этой школе с 1921 по 1924 год. В 1923 году окончил Томский политехнический институт, получив диплом горного инженера и специальность геологоразведчика. В 1924—1925 годах преподавал в педагогическом техникуме в Семипалатинске. В 1926—1928 годах работал в Казахском высшем педагогическом институте в Ташкенте.
С 1928 по 1930 год — доцент математики в Казахском государственном университете и в педагогическом институте в Алма-Ате.
В 1930—1935 годах преподавал в Алма-Атинском ветеринарно-зоотехническом институте. В 1935 году утверждён в звании профессора математики и теоретической механики.
В 1935—1937 годах — декан общетехнического факультета Алматинского горно-металлургического института.
С 1937 года — заведующий кафедрой математики Куйбышевского планового института. В 1930-х годах активно занимался разработкой учебных пособий по математике на казахском языке.
В начале 1938 года арестован по доносу. Осуждён на 10 лет за контрреволюционную деятельность. Заключение отбывал в Енисейлаге (город Канск Красноярского края). Вышел на свободу в 1947 году, работал в Чимкентском технологическом институте строительных материалов, исполнял обязанности заведующего кафедрой математики и физики.
В 1948 году вновь арестован и осуждён на десять лет. Освободился в 1955 году и до выхода на пенсию в 1958 году работал в Карагандинском горном институте.
Умер в Караганде 22 июня 1970 года. Похоронен на Старомихайловском кладбище Караганды.

## Семья

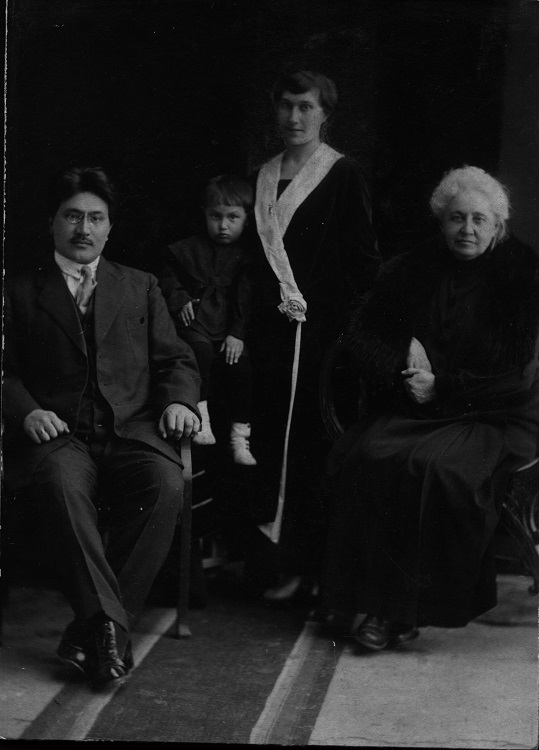
А.Ермеков с супругой, сыном и гувернанткой, 1925 год

Сын — Магавья Алимханович Ермеков (1921 – 2006) — ученый, доктор геолого-минерологических наук, профессор, член-корреспондент АН КазССР, академик НАН РК.
Жена:Рахия Шагабетдинова (1898-1960)

## Память
Именем Ермекова названы улицы в Караганде и Астане, Карагандинский специализированный Дом Книги и школы № 131 в Агадыре и № 2 в Каркаралинске. В 1998 году в Актогае был установлен памятник Алихану Букейханову, Алимхану Ермекову и Жакыпу Акбаеву. В феврале 2024 года его именем была названа № 38 школа-лицей в Астане. 

## Сочинения
- Ұлы математика курсы. 1-бөлім. — А., 1935.
- Қазақ тілінің математика терминдері. — А., 1935.